# Wasp-klassen
Wasp-klassen er i US Navy betegnet som et LHD. Skibene i klassen er normalt udstyret med et større antal helikoptere, der gør skibene i stand til at landsætte marineinfanteri samt deres udstyr. Helikopterne er normalt suppleret med AV-8B Harrier II V/STOL jagerbombere. Der kan dog huses op til 20 Harrier'er, hvis skibet anvendes som et mindre hangarskib. Klassen er også udstyret med et well deck (intern dok), hvorfra man kan søsætte landgangsfartøjer samt op til tre luftpudebåde. Wasp-klassen er udviklet fra den ældre Tarawa-klasse. Den tydeligste synlige forskel på de to skibsklasser er at Tarawa-klassen har to knæk forrest på flydækket, hvor der tidligere var installeret to 127 mm kanoner. Wasp-klassen har derimod et helt rektangulært flydæk. Desuden er Wasp-klassen 8 meter længere for at give bedre plads til luftpudefartøjerne i dokken. Alle skibene i Wasp-klassen er udstyret med et hospital med 600 senge samt 6 operationsstuer.

## Skibe i klassen
| Pennant | Navn             | Kølen lagt        | Søsat              | Indgået            | Navngivet af   | Udfaset | Kaldesignal |
| ------- | ---------------- | ----------------- | ------------------ | ------------------ | -------------- | ------- | ----------- |
| LHD-1   | Wasp             | 30. maj 1985      | 4. august 1987     | 29. juli 1989      |                | -       | NEBP        |
| LHD-2   | Essex            | 20. marts 1989    | 23. februar 1991   | 17. oktober 1992   | Lynne Cheney   | -       | NESX        |
| LHD-3   | Kearsarge        | 6. februar 1990   | 26. marts 1992     | 16. oktober 1993   | Alma Powell    | -       | NNKP        |
| LHD-4   | Boxer            | 18. april 1991    | 13. august 1993    | 11. februar 1995   | Becky Miller   | -       | NBXR        |
| LHD-5   | Bataan           | 22. juni 1994     | 15. marts 1996     | 20. september 1997 | Linda S. Mundy | -       | NBAT        |
| LHD-6   | Bonhomme Richard | 18. april 1995    | 14. marts 1997     | 15. august 1998    | Joyce Murtha   | -       | NBHR        |
| LHD-7   | Iwo Jima         | 12. december 1997 | 25. marts 2001     | 30. juni 2001      | Zandra Krulak  | -       | NXXG        |
| LHD-8   | Makin Island     | 14. februar 2004  | 22. september 2006 | 24 October 2009    | Silke Hagee    | -       | NMKI        |